# Yaeyama-eilanden

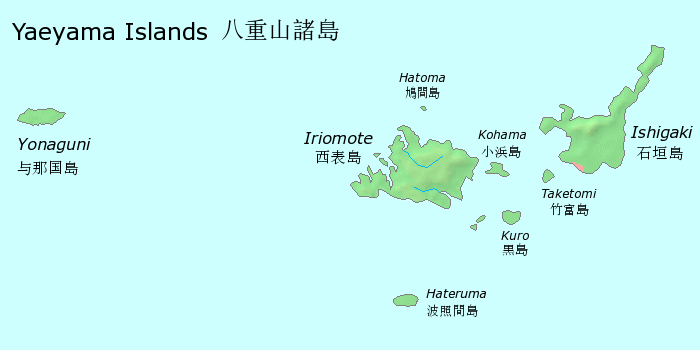
Kaart van de Yaeyama-eilanden

De Yaeyama-eilanden (Japans: 八重山諸島, Yaeyama-shotō) zijn een eilandengroep die behoren tot de  prefectuur Okinawa, Japan. De Yaeyema-eilanden zijn de meest afgelegen eilanden van Japan. Ze liggen ten zuidwesten van de Miyako-eilanden, in het zuidwesten van de prefectuur. Ze bevinden zich dichter bij Taiwan dan bij het eiland Okinawa. De omstreden Senkaku-eilanden worden door Japan ook tot de Yaeyama–eilanden gerekend.
De eilanden worden tot het zuidelijke deel van de Riukiu-eilanden gerekend. De Yaeyama-archipel vormt de westelijke helft van de Sakishima-eilanden.

## Eilanden
Volgende eilanden maken deel uit van de eilandengroep:
- Hateruma (波照間島)
- Hatoma (鳩間島)
- Iriomote (西表島)
- Ishigaki (石垣島)
- Kamichi Aragusuku (上地新城島)
- Kayama (加屋間島)
- Ko (小島)
- Kobama (小浜島)
- Kuro (黒島)
- Shimochi Aragusuku (下地新城島)
- Soto Banri (外離島)
- Taketomi (竹富島)
- Uchi Banri (内離島)
- Yonaguni (与那国島)

## Cultuur
Het eiland  Yonaguni heeft zijn eigen inheemse taal: het  Yonaguni. Op de rest van de eilandengroep spreekt men het  Yaeyama. Het Japans is er de tweede taal.